# قلعه مظفرآباد
قلعه مظفرآباد مربوط به دوره قاجار است و در شهرستان قم، بخش مرکزی، روستای قمرود واقع شده است. این اثر در تاریخ ۱۶ شهریور ۱۳۸۳ با شماره ثبت ۱۱۰۹۷ به عنوان یکی از آثار ملی ایران به ثبت رسیده است.